# Малий Зяглуд
Малий Зяглу́д (рос. Малый Зяглуд) — присілок у Вавозькому районі Удмуртії, Росія.
Населення — 58 осіб (2010; 65 в 2002).
Національний склад (2002):
- удмурти — 92 %

Урбаноніми:
- вулиці — Лісова